# Кучеренко Іван Васильович
Іван Васильович Кучеренко (нар. 6 січня 1987, Українська РСР) — український футболіст, захисник клубу Канадської ліги соккеру «Юкрейн Юнайтед» (Торонто).

## Життєпис
Вихованець криворізького футболу. Дорослу футбольну кар'єру розпочав 2004 року в складі «Кривбасу» в українській Прем'єр-лізі. Проте більшу частину свого перебування в структурі криворізького клубу виступав за дублюючий склад та «Кривбас-2» у Другій лізі. У 2008 році виступав у складі представника Прем'єр-ліги Казахстану ФК «Астана», а наступний сезон — у «Локомотиві» (Ташкент) з Суперліги Узбекистану. Через два роки повернувся до України, де грав за криворізький «Гірник». У 2011 році знову грав у узбецькій Суперлізі, проте цього разу в складі «Алмалику». Наприкінці 2011 року в складі «Полтави» виграв Другу лігу та допоміг команді вийти до Першу лігу чемпіонату України. У 2013 році знову виступав за казахську «Астану-1964». У сезоні 2013/14 років виступав за першоліговий армянський «Титан». Потім грав в аматорському чемпіонаті України за «Інгулець-2» (Петрове) та «Дружбі» (Новомиколаївка). З 2014 по 2015 рік виступав за «Лозуватку» (Криворізький район) у Суперлізі Дніпропетровської області.
У 2017 році виїхав до Канади, де підписав контракт з представником місцевої ліги соккеру «Юкрейн Юнайтед». У своєму дебютному сезоні в новій команді допоміг їй виграти регулярну частину та плей-оф Другого дивізіону канадської ліги соккеру. А вже наступного року допоміг «Юкрейн Юнайтед» виграти Перший дивізіон канадської ліги соккеру. У 2019 році виходив на футбольне поле у фіналі КЛС проти «Скарборо», проте в тому поєдинку «Юкрейн Юнайтед» програв.

## Досягнення
- Чемпіоншип Другого дивізіону КСЛ
  -  Чемпіон (1): 2017

- Перший дивізіон КСЛ
  -  Чемпіон (1): 2018

- Другий дивізіон КСЛ
  -  Чемпіон (1): 2017